# サン＝ナゼール (ロワール＝アトランティック県)
サン＝ナゼール（フランス語: Saint-Nazaire、ブルトン語: Sant-Nazer）は、フランス、ロワール＝アトランティック県のコミューン。ロワール川三角江の右岸に位置し、ビスケー湾から大西洋に直接乗り出せるという好位置のため、漁業と造船業の長い伝統が培われてきた。街の北にはラ・ブリエールと呼ばれるフランス第2の湿地が広がっている。

## 歴史

### 古代から第二次世界大戦まで

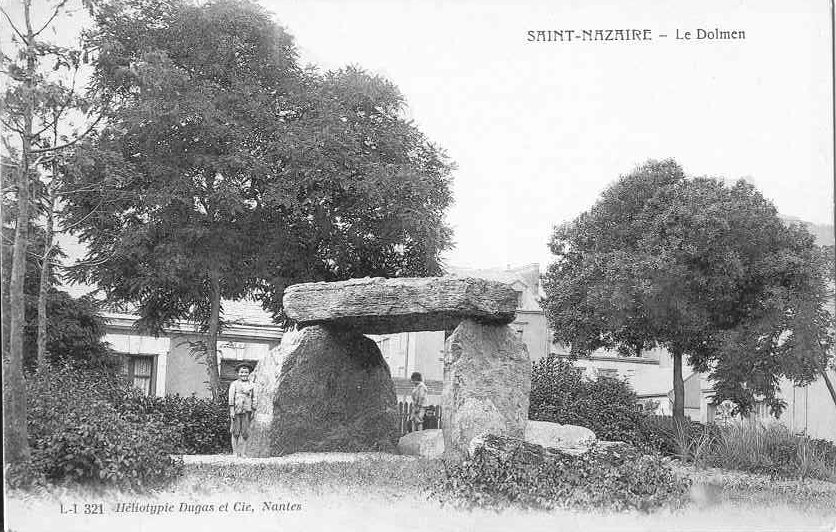
サン＝ナゼールに残るドルメン

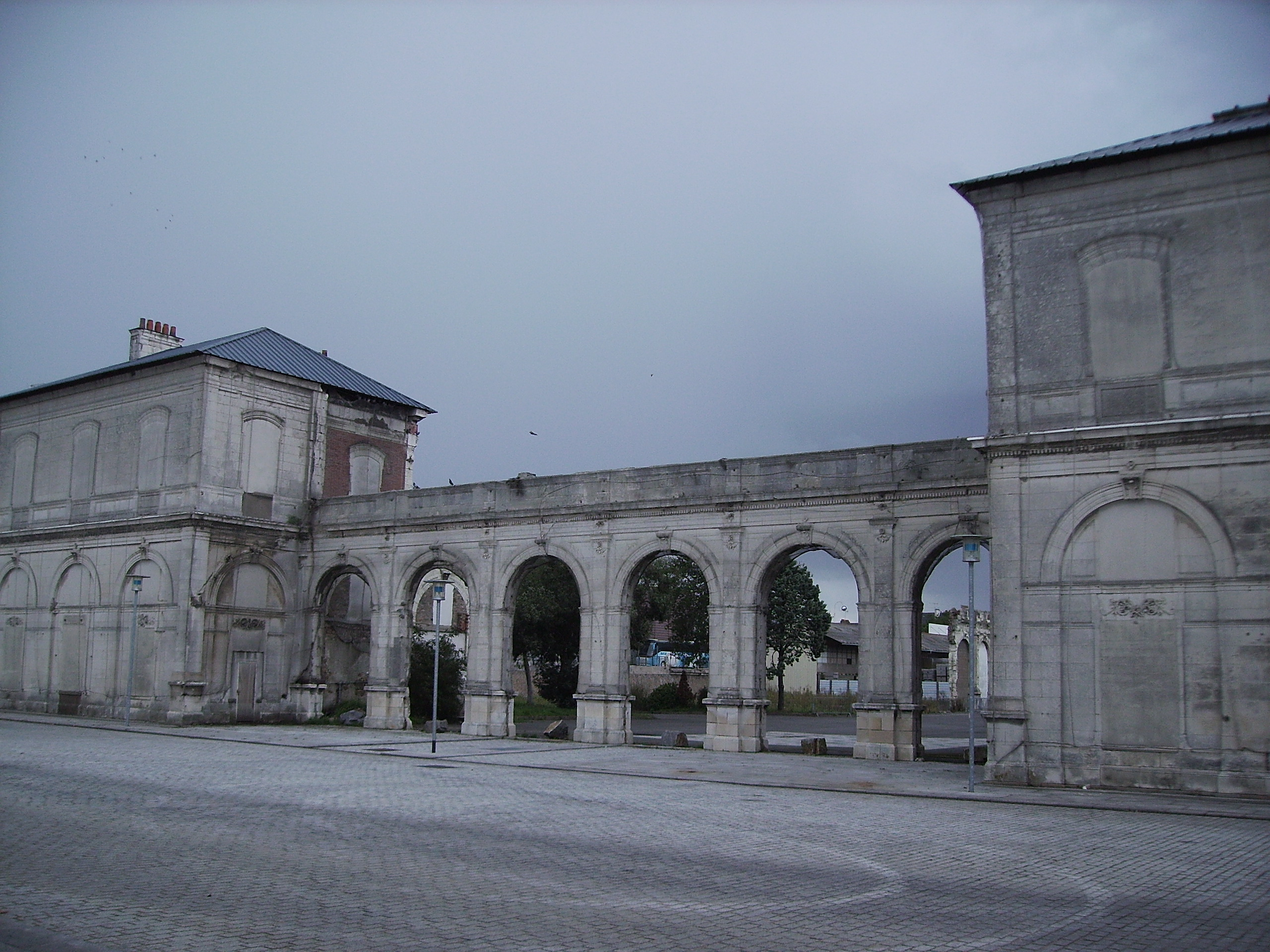
旧駅舎

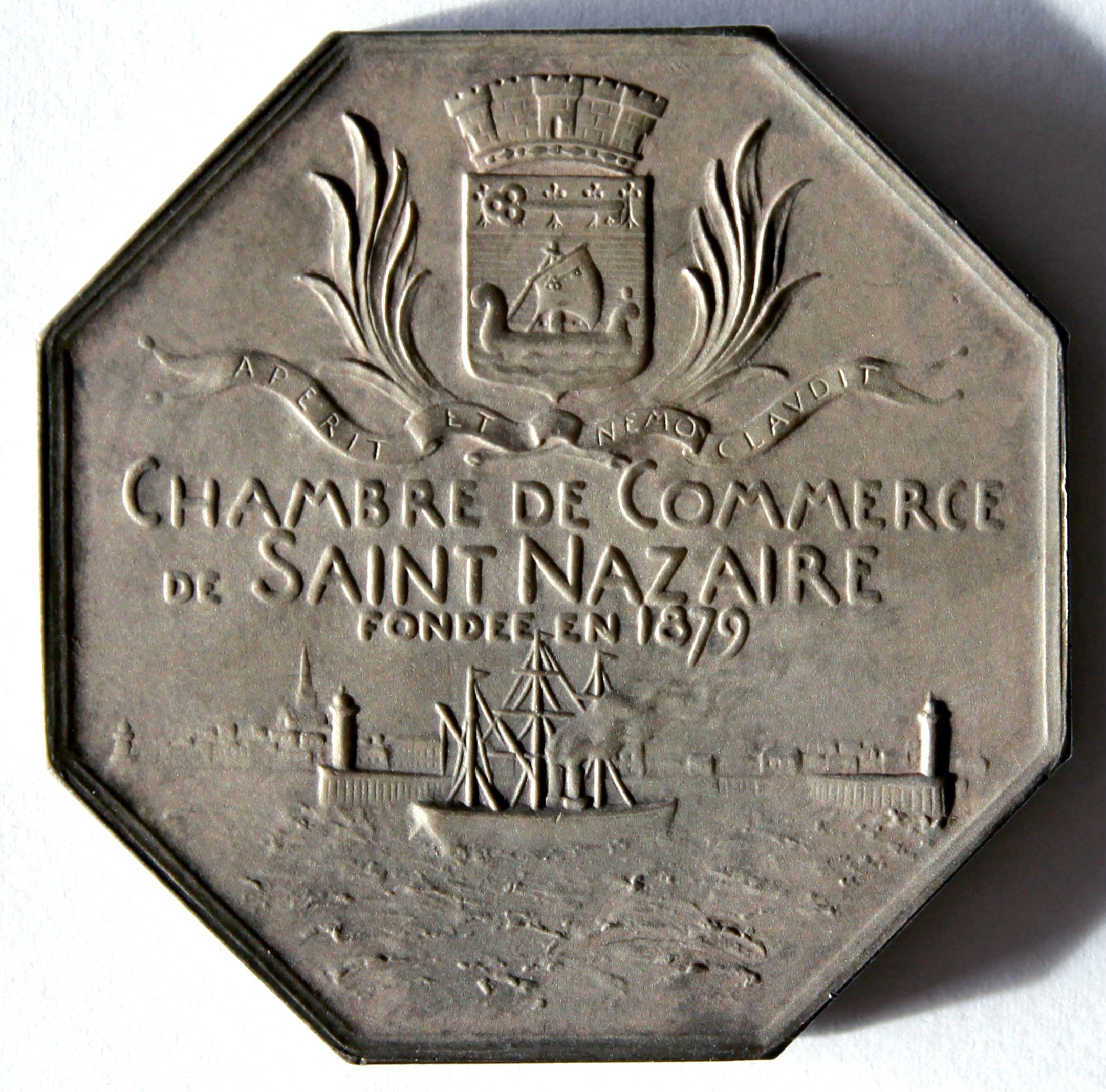
サン＝ナゼール商工会のメダル。旗に刻まれた銘文は港湾都市としてのモットー「APERIT ET NEMO CLAVDIT」（開くことができ、誰も閉じない。）オスカル・ロティ製作、1893年

サン＝ナゼールは、ガリア人が建設した都市、コルビロ (Corbilo) が始まりとされている。コルビロの名は、古代ギリシャの航海者ピュテアスの記録にも触れられている。ディシニャックの巨石記念物、三つ石のドルメンなど遺跡も豊富で、早くから人が定住したと考えられている。
中世よりブルターニュ公国に属し、ブルターニュ継承戦争では戦場となった。
17世紀、町はユグノーの脅威に晒された。
18世紀、エギュイヨン公によって、海側からの攻撃を想定し要塞が建設された。
近代に入ってからもサン＝ナゼールは港湾都市として発展し続けた。1930年代、フランスの豪華客船SSノルマンディーの建設のため、新たなドックの建設が必要となった。サン＝ナゼールはその造船用ドックの建設地に選ばれた。

### 第二次世界大戦
やがてフランスは第二次世界大戦に突入、しかしドイツ軍の侵攻により英仏軍は敗北、1940年6月17日、サン＝ナゼール港はイギリス軍将兵で溢れかえった。彼らは進軍するドイツ軍から逃れ、英本土へ撤退しようとしたのだった。やがて客船ランカストリアが差し向けられ、概算して9,000人が乗船したが、船はドイツ軍の爆撃で沈没し、およそ4,000人が犠牲となった。これはイギリス海運史における屈指の惨事となった。ウィンストン・チャーチルはこの惨事をマスコミに対して隠し通し、この事件は歴史からほとんど忘れ去られている。まもなくフランスがドイツに降伏すると、サン＝ナゼール港はすぐドイツ海軍の重要な根拠地となり、同時に連合国側の作戦の標的ともなった。ドイツ側は占領後わずかな間に、Uボートが多数収容可能なUボート・ブンカーを建設した。その9mの厚さのコンクリート製天井は、当時使用されたどんな航空爆弾にもほとんどもちこたえられる力があった。そのあまりにも頑強な構造ゆえ、廃墟と化しながらも現在もなおこの街に残っている。

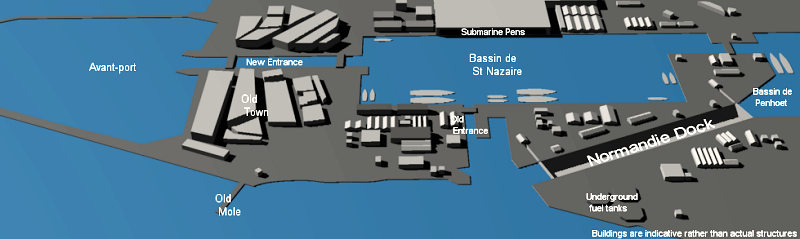
1942年当時のサン＝ナゼール港

客船ノルマンディーのための乾ドックは、当時この種のものとしては西欧最大であった。ドイツ海軍最大のビスマルク級戦艦が収容できる、大西洋側唯一の港であった。これが、第二次世界大戦中、枢軸国側・連合国側ともに戦略上重要港とみなすゆえんであった。
1942年3月28日、ブリティッシュ・コマンドスとイギリス海軍は将兵622名を投入したチャリオット作戦を発動。サン＝ナゼールの造船所に対する攻撃に乗りだした。イギリス海軍はタウン級駆逐艦「キャンベルタウン」（旧米海軍ウィックス級駆逐艦「DD-131 ブキャナン」）の艦内に爆薬を満載し、護衛部隊と共に突入させたうえで自爆させることにより、港のゲートと戦時中ドイツ当局によって閉鎖されていた乾ドック破壊に成功した。
Uボートはこの街を拠点として大西洋で大規模な通商破壊戦を展開、そのためにサン＝ナゼールは連合国側空軍の定期的な標的とされた。空襲による民間人犠牲者を最小限にするため、連合軍航空部隊はサン＝ナゼールの市街地明け渡しを強いる計画を考案した。1943年、イギリスとアメリカ機が、焼夷弾による空襲が計画されていることを市民に警告するビラを巻いた。ビラをまいて3日後、大空襲により市全体が焼き尽くされた。民間人の大半が警告を聞き入れ安全理に田園地帯へ逃れていたために、犠牲者は少なく抑えられた。だがもはや市民は自宅へ戻ろうとせず、Uボート基地を始めとする独軍施設が集中していた港湾部を除いて、サン＝ナゼール市街は戦争終結まで放置されることになる。
1944年のノルマンディー上陸作戦の成功により、フランスの諸都市は次々と解放されていったが、サン＝ナゼールにいた独軍部隊は降伏を拒否した（ラ・ロシェルとロリアンにいたドイツ軍も同じ行動をとった）。しかし本国からの補給が絶たれているこれらの部隊には、戦況に影響を及ぼす能力は残っていないことが明らかだったため、連合国軍最高司令官アイゼンハワーは、これらの港を最低限包囲するだけにとどめ、主力部隊はドイツ本土侵攻に集中させた。1945年5月8日全ドイツ軍は無条件降伏、サン＝ナゼールとラ・ロシェル、ロリアンの各基地の独軍部隊も降伏した。

### 戦後
サン＝ナゼールの町は1940年代後半に最小限に再建され、周辺の自然美に反した、いくぶんくすんだ灰色の外観となった。

## 経済
- サン＝ナゼールはフランス初の大西洋側の港である。
- 造船所 - サン＝ナゼールは1960年代から1970年代に西欧での造船業縮小化によって、大きな打撃を受けた。1980年代には長期間、失業率20%以上あり経済的に停滞したままであった。現在、地元経済はさらに多様化した。地元の造船所（シャンティエ・ド・ラトランティク、世界最大級の造船所の一つ）はクルーズ船建造への再転換に成功を成し遂げ、今やこの部門では世界を牽引する地の一つである。キュナード・ラインの新たなフラッグシップ、クイーン・メリー2は、サン・ナゼールで建造された。
- エアバス社の主要工場があり、飛行機の胴体部門がある。

## 人口統計
| 1962年 | 1968年 | 1975年 | 1982年 | 1990年 | 1999年 | 2006年 | 2011年 |
| ------ | ------ | ------ | ------ | ------ | ------ | ------ | ------ |
| 58286  | 63289  | 69251  | 68348  | 64812  | 65868  | 68838  | 67097  |

参照元:1999年までEHESS、2000年以降INSEE

## 交通
- ナント・アトランティック空港 - 最寄りの国際空港

ナントからは自動車道N165またはN171を利用する。TGVの停車するサン＝ナゼール駅は市北部にある。

## 姉妹都市
- ザールルイ、ドイツ
- アビレス、スペイン
- サントウベール、カナダ
- ウリビ、カメルーン
- サンダーランド、イギリス
- ペイヤック、フランス
- 海口、中国

## 参照
- Perrett, Bryan (2003). For Valour: Victoria Cross and Medal of Honor Battles. Wiedenfeld & Nicolson, London. ISBN 0-297-84662-0
- Guériff, Fernand. Saint-Nazaire sous l'occupation allemande: le Commando, la Poche.  Éditions du Paludier (In French)